# 异枝竹
异枝竹（学名：Metasasa carinata）为禾本科异枝竹属下的一个种。